# Волость (Японія)
Во́лость (яп. 郷, ごう, МФА: [goː]) — адміністративна одиниця найнижчого рівня в Японії 8 — 16 століття. 

## Короткі відомості
Волость була утворена 715 року в ході реформи общини, як одиниця між повітом і общиною. За законодавством ріцурьо, одна волость складалася з 50 селянських дворів.  До 740 року одна волость об'єднувала 2 або 3 общини. Станом на 715 рік в Японії нараховувалося 4012 волостей і 13 036 общин. Волості очолювалися волосними старостами  Декілька волостей складали повіт, а декілька повітів — провінцію.
В 10 столітті в країні існувало 4 тисячі волостей. В ході розвалу системи ріцурьо прив'язка до кількості дворів зникла. У 12 столітті волості утворювалися стихійно і об'єднували декілька сусідніх поселень.
В 16 столітті, після утворення сіл в результаті складання земельного кадастру Хідейосі, волость поступово зникала як адміністративна одиниця. Проте назви волостей продовжували використовувалися як назви місцевостей або групи сіл.